# Moose Jaw Maroons
Moose Jaw Maroons byl profesionální kanadský klub ledního hokeje, který sídlil v Moose Jaw v provincii Saskatchewan. V letech 1926–1928 působil v profesionální soutěži Prairie Hockey League. Své domácí zápasy odehrával v hale Moose Jaw Arena s kapacitou 3 700 diváků. Založen byl v roce 1926 a stal se zakládajícím členem Prairie Hockey League. Klub zanikl společně s ligou v roce 1928.

## Historické názvy
Zdroj: 
- 1926 – Moose Jaw Warriors
- 1927 – Moose Jaw Maroons

## Umístění v jednotlivých sezonách
Stručný přehled
Zdroj: 
- 1926–1928: Prairie Hockey League

Jednotlivé ročníky
Zdroj: 
Legenda: Z - zápasy, V - výhry, VP - výhry v prodloužení, R - remízy, P - porážky, PP - porážky v prodloužení, VG - vstřelené góly, OG - obdržené góly, +/- - rozdíl skóre, B - body, fialové podbarvení - reorganizace, změna skupiny či soutěže
| USA / Kanada (1926 – 1928) |      |        |    |    |    |   |    |    |     |     |     |    |        |            |
| Sezóny                     | Liga | Úroveň | Z  | V  | VP | R | PP | P  | VG  | OG  | +/- | B  | Pozice | Play-off   |
| 1926/27                    | PHL  | –      | 32 | 13 | –  | 2 | –  | 17 | 108 | 117 | -9  | 28 | 4.     | –          |
| 1927/28                    | PHL  | –      | 26 | 12 | –  | 6 | –  | 8  | 61  | 61  | 0   | 30 | 2.     | Finále PHL |